# Colombier-le-Cardinal
Colombier-le-Cardinal é uma comuna francesa na região administrativa de Auvérnia-Ródano-Alpes, no departamento de Ardèche. Estende-se por uma área de 2,5 km². Em 2010 a comuna tinha 309 habitantes (densidade: 123,6 hab./km²).